# Humanista na wojnie
Humanista na wojnie (fr. L'Humaniste á la guerre) – powieść Paula Cazina wydana w 1920. Pierwsze polskie wydanie ukazało się w 1957 w Instytucie Wydawniczym PAX (tłumaczył Konrad Eberhardt). Powieść była pierwszą pozycją autora przetłumaczoną na język polski.
To debiut powieściowy Cazina. Napisał ją mając 34 lata. Przyjęła formę szczerego i bezpośredniego notatnika artysty, brulionu listów do małżonki, pisanego w okopach I wojny światowej. Listy pełne są alegorii i nawiązań literackich (autor w tornistrze nosi ze sobą Psalmy i Odyseję Homera, traktując te książki jako swych najlepszych przyjaciół). W miarę zagłębiania się w treść czytelnik poznaje zarówno autora, jak i motywacje rządzące jego działaniami. Wędrówka frontowa i niedola okopów porównywana jest do tułaczki i powrotu Ulissesa. Myśli zapisane w powieści nawiązują tokiem i nastrojem do Rozważań Marka Aureliusza. Autor jako najważniejszy problem stawia właściwe rozumienie chrześcijaństwa, troskę o odejście ludzi od rozumienia jego głębi i skupianie się na rytuałach, doskonałości powierzchownych form. Nie wiązał z wojną jakichkolwiek nadziei na dokonanie przemian w moralnej strukturze świata, wręcz podważał święty mit wojny. Był wyłącznie obserwatorem szukającym w chaosie walki obecności boskiej.
W 1920 zabrakło Cazinowi trzech głosów do otrzymania Nagrody Goncourtów za tę powieść.